# 羅致光
羅致光，GBS，JP（1953年11月1日—），籍貫廣東佛山市三水區，香港特別行政區政府前任勞工及福利局局長、社會學學者。他曾代表社會福利界在香港立法會擔任議員9年，並為前民主黨黨員，於2014年獲金紫荊星章。自從2023年起，他擔任香港教育大學榮譽教授，以及香港大學及嶺南大學客座教授。

## 簡歷
羅致光籍貫廣東三水，在1966年畢業於聖公會呂明才紀念小學，後於1973年在英皇書院預科畢業後（1966年入讀），隨即在1976年於香港大學取得社會科學學士（經濟與統計）學位。他在1976年至1979年間在匯豐銀行擔任程式編寫員，其後他持續進修，並於1981年再於香港大學取得社會工作碩士及於1986年於香港中文大學取得工商管理碩士學位。1988年，他取得了美國加州大學洛杉磯分校社會福利博士學位。他在學術範疇上亦有貢獻。1981年，羅致光入職香港大學，並在1985年任港大社會工作及社會行政學系講師，1990年至2017年任港大社會工作及社會行政學系高級講師／副教授。他在1993年至1997年間曾任港大社會工作及社會行政學系系主任。
1990年，羅致光加入當時新成立的民主派政黨香港民主同盟，並於1994年在港同盟與匯點合併後成為民主黨之創黨黨員。他在民主黨期間，著名於其外號「民主黨大腦」，此稱號乃因他曾在黨內負責政策研究、亦長期擔任選舉策略及民調數據分析而獲得。
羅致光在香港大學讀書時已認識林鄭月娥，兩人當年已就社會政策看法相近，其後林鄭月娥加入政府、羅致光於1995年參選立法局社福界功能組別選舉勝出，踏入政界，兩人仍不時就社會問題、社福政策有交流。羅致光於2005年至2007年獲委任為扶貧委員會委員，到2012年林鄭月娥任政務司司長時主打扶貧政策，羅再獲委任入扶委會，並擔任轄下關愛基金專責小組主席，不時為林鄭社福政策護航，被視為繼時任勞福局局長張建宗外，林鄭另一社福政策主力推手。然而，他在全民退保等問題與民主黨內的左翼成員有分歧，批評他的福利政策立場太親政府。
2017年中，政界傳出羅致光獲林鄭月娥青睞，希望委任他擔任勞工及福利局局長一職。2017年5月，中央人民政府批准羅致光加入林鄭月娥內閣。然而，民主黨則堅持黨員加入政府時，必須退黨的做法。民主黨成員指出，其黨員預料他一心入閣，民主黨一方亦料不會挽留他。但民主黨內資深及新晉黨員均預計，羅致光退黨只是「走程序」，相信不會影響羅與民主黨的關係。2017年6月20日晚上，羅致光向民主黨中委提出退黨申請。民主黨於翌日發表聲明稱中央委員會已接納其退黨申請，並感謝他過去對黨及民主運動的無私貢獻，「今天雖然各奔前路，在未來的崗位和角色將有所不同，仍望他能發揮所長，在新崗位繼續為香港服務」。2017年7月1日，羅致光正式就任勞工及福利局局長。

## 部分言論及爭議
羅致光作為一民主派人士，其政治立場與行事風格一直備受民主派質疑。在政治立場方面，他被視為民主黨內的保守派人士，其立場亦不甚穩定。2014年至2015年間，香港正值政改爭議。
羅致光曾於2014年7月底在一電台節目上強調自己並不同意「袋住先」方案。然而，在2015年2月，他繼狄志遠和湯家驊後，在《明報》撰文強調覺得爭取民主是要寸土必爭，「哪怕它只是一小步」，此舉被視作發表疑似「袋住先」言論，引起對他的爭議。但是，在政改方案表決前夕，他在2015年6月初又表示應該否決現行政改方案。他在節目後接受訪問時揚言，不認為否決現行框架的政改方案可惜，更稱毋須為了保持跟北京的溝通而接受這個方案。
另外，他在其專業——社會福利範疇上的做法也引起業界人士爭議。2017年6月，曾任立法會社會福利界議員的張超雄在《立場新聞》撰文及接受傳媒訪問時，指羅致光並不代表基層和社福界。張超雄批評，在2000年時，香港社福界推行一筆過撥款，時任社會福利署署長林鄭月娥與時任社福界議員羅致光共同推波助瀾，羅致光有份倡議方案之餘還在立會投票中投下贊成票，將香港社福界推向災難。他指，這會令商界思維引入社福界，意圖將管理層變企業家，破壞機構固有的人手編制。機構老闆會壓搾新入職員工薪金，又造成新舊員工不必要的階級分化，行政工作凌駕於社區服務，減低社會服務質素。
2018年3月26日，羅致光在關愛基金於灣仔的一場公眾諮詢會上稱，現時持單程證來港人士中「超過98%都是家庭團聚，教育水平『只有高過』香港人。」指港人普遍覺得新來港人士教育水平較低，需要社會援助的想法「已經是好幾年前的事」。
2019年12月5日，羅致光在香港立法會回應張超雄關於使用催淚彈影響老人家質詢，指出催淚煙包含的二噁英絕無僅有，甚至比燒烤釋出的更低，並認同陸頌雄講法，指示威者焚燒雜物塑膠欄杆比焚燒其他雜物釋出高數百倍的二噁英。其後當晚，鄺士山在D100接受訪問，並向羅致光下戰書：鄺自己聞燒烤產生的煙五小時，同時請羅局長聞催淚煙一小時，籍此證明其催淚煙無害言論並無失實。
2020年8月21日，羅致光在香港電台節目《鏗鏘說》稱政府在2019年6月15日宣佈暫緩修例是因6月9日的遊行、與6月12日的示威無關。
根據政府新聞公報「政府回應遊行」內容：
「我們呼籲立法會以平和、理性及尊重的態度去審議《條例草案》，以確保香港繼續是一個適合居住及營商的安全城市。」
《條例草案》將於六月十二日在立法會恢復二讀辯論。
財經專欄作家渾水認為羅致光的說法是「篡改歷史」。
2021年10月，「完善選舉制度」後民主黨最終決定不參與立法會，當被商台問及時，羅致光表示「感覺不強烈」，同時表示「民主黨在我心中，從來都是愛國愛港的」。

### “60歲中年論”爭議
2019年1月14日早，勞工及福利局局長羅致光出席電台節目時表示，「長者綜援的合資格年齡由60歲上調至65歲」的政策，要政府撤回「接近不可能」，又指動用關愛基金補貼受影響人士的機會「微乎其微」。為加強說服力，羅致光更稱社會對長者年齡的定義改變是國際大趨勢，香港已經落後，「當大家都120歲時，60歲啱啱是中年。」此話一出，網上隨即群情洶湧，不少網民批評羅致光的說話「涼薄」，更有網民戲謔「其實做官駛唔駛通過智力測驗？」社福界立法會議員邵家臻批評羅致光「講多錯多」，他認為若要重新定義長者的年齡，政府早應該在去年的《安老服務計劃方案》提出，而非現在卻突然「出嚟講」，而理由更是匪夷所思，「佢不如調高至200歲，100歲至算中年啦」。
2020年1月14日，行政長官林鄭月娥宣布10項涉及100億元的民生措施，包括將65歲或以上長者享有的「兩元乘車優惠」計劃放寬至60歲。羅致光解釋，調低乘車優惠年齡某程度上與近年鼓勵就業措施是一脈相承，因為不少人年屆60歲離開原有職位轉工，令收入下降，減少交通支出則有利就業。他解釋，如果大家明白有關邏輯，便會知道他實際說法是說「60歲不是中年」，因為普遍人的壽命未到達120歲。他認為，社會指他發表60歲是中年的講法是個「有趣的描述」，又說在政策上對長者年紀有不同的定義，認為「銀齡」是個中性的定義。

## 個人生活
羅致光已離婚，育有一子一女。另外，羅致光自稱大學畢業後於匯豐銀行面試時，能向測驗成績為六十條題目中答中五十九條，因而得出自己智商高達160的結論，其自稱智商之高冠絕香港政界。

## 公職
- 長者安居服務協會、長者網絡發展有限公司主席
- 香港社會服務聯會副主席
- 香港小童群益會及香港基督教服務處管理委員會委員
- 社會福利署社會工作人力規劃聯合委員會、資訊科技聯合委員會及復康服務資訊科技中央委員會委員
- 香港特別行政區政府關愛基金督導委員會委員
- 扶貧委員會委員
- 策略發展委員會委員
- 環境保護運動委員會委員
- 郊野公園及海岸公園委員會委員
- 公共廣播服務檢討委員會問責措施專題小組成員

## 榮譽
- 非官守太平紳士（1998年）
- 銀紫荊星章（2005年）
- 金紫荊星章（2014年）

## 外部連結
- 勞工及福利局局長羅致光於香港政府一站通網頁的介紹（页面存档备份，存于）（繁體中文）
- 個人網頁

| 官衔                  | 官衔                                         | 官衔             |
| --------------------- | -------------------------------------------- | ---------------- |
| 前任： 蕭偉強         | 勞工及福利局局長 2017年7月1日－2022年6月30日 | 繼任者： 孫玉菡  |
| 香港立法會            |                                              |                  |
| 新頭銜                | 香港立法會議員 社會福利界代表 1998年－2004年 | 繼任者： 張超雄  |
| 前任者： 許賢發       | 香港立法局議員 社會福利界代表 1995年－1997年 | 被臨時立法會取代 |
| 政党职务              |                                              |                  |
| 前任者： 何俊仁、楊森 | 民主黨副主席 2000年－2002年 與李永達共同在任 | 繼任者： 何俊仁  |